# 洪敏麟
洪敏麟（1929年6月12日—2014年11月23日），南投草屯人。臺灣教師、知名歷史學者，研究專長為臺灣歷史地理、方言学、田野調查、民俗藝術、宗教信仰等。
長年專注於地方志書、文史資料之編纂工作，為臺灣地名沿革權威，晚年專研台語用字，媒體尊稱「台灣文史國寶」。

## 生平

### 早年生平
洪敏麟於昭和四年（1929年）6月12日出生於草屯街新庄。父系祖先洪秉正於嘉慶十五年（1810年）來臺。據洪敏麟回憶，其祖父洪玉山在日治初期在南投教書，日本人要他擔任區長，但洪玉山不願意於是逃走躲避，後來日本人找其堂兄弟洪份仔（即洪聯魁，洪火煉之父。洪份仔父親洪松濤為洪玉山父親洪紫恆的哥哥。）擔任新庄區長。:15父親洪應用曾於清末受漢文教育，會寫日文但不精通。日治時期曾任巡查捕，據洪敏麟回憶，當時正值柯鐵虎抗日，柯鐵虎擅長利用日軍警人少時進行以大吃小攻擊，引起日本人懷疑有內應，洪應用也被懷疑，遂棄職逃到吳厝庄（今霧峰五德里），:143與一名黃姓寡婦在一起，但未生子。四十餘歲才與其母李梅結婚，生下洪敏麟。:15母親李梅是草屯南埔人，外公李添曾在南埔開設餅舖。:16
昭和十一年（1936年），洪敏麟進入新庄公學校就讀。一年級老師因為是臺灣人洪啟明（洪壽南哥哥），所以洪敏麟的日語基礎不好，直到五年級才由日本老師加覽尚芳教學。:22昭和十七年（1942年）4月就讀臺中州立臺中中學校。當時臺中一中師資幾乎全是日本人，臺灣人僅擔任校醫。到了昭和二十年（1945年）臺灣人老師僅有洪樵榕一人。據洪敏麟回憶，當時他從日本回來講一口純正的日本話，大家都以為他是日本人；後來民國三十八年（1949年）洪樵榕調任屏東中學擔任校長，已能用流利的北京話致詞。昭和十九年（1944年）二戰末期，盟軍開始每日轟炸。4月學徒動員令下，臺中一中與臺中商業三年級以上學生調至清水國小駐守，防守陣地在大肚山。當時他們每日挖防空洞。:37洪敏麟家從新庄疏散回田厝仔。父親洪應用挖了一個防空洞。:46-47
民國三十五年（1946年）3月畢業於臺中第一中學校。9月就讀臺灣省立師範學院。據洪敏麟回憶，1949年四六事件發生時，洪敏麟因留在宿舍一度被捕。:55-56同年8月畢業。

### 教師生涯
畢業後，洪敏麟於苗栗中學實習，在苗栗教書時認識其妻。:61後因草屯為故鄉，加上時任草屯初中校長李禎祥為洪家姻親，民國四十年（1951年）2月，洪敏麟調任草屯初中。:61洪敏麟回憶對草中記憶不多。知道有一位教師郭衣洞（筆名柏楊）失蹤不見，不知道他被抓去關。:61而在草中時期，洪敏麟遇到遭檢舉至人二室事件。:62-63
民國四十二年（1953年）2月，洪敏麟調任至臺中第二中學任教員。在同年結婚。:66同年8月，堂兄洪樵榕調省立員林高中任校長，找了洪敏麟任教員林高中。:66-67洪樵榕出任南投縣長後，洪敏麟受彰化中學校長翁慨聘請，於民國四十六年（1957年）8月任彰化中學教師。後來翁慨曾對洪敏麟表示，因為其安全資料中有問題，沒有洗乾淨。才能一直留在彰化中學幫忙，不然早當校長了。:80

### 省文獻會時期
洪敏麟回憶，當他在員林中學教書時，在圖書館看到林朝棨的《臺灣地質》一書，便一直想到文獻會工作。:82後來他轉到彰化中學教書時，當時南投縣長洪樵榕想找他任南投初中校長。報到教育廳時，卻遭人二室簽註意見認為洪敏麟在師院可能參加學運，未便同意。當洪敏麟抗議其師院同學黃世慶有參加學運能當鹿谷初中校長、吳華封當西螺高中時，遭反駁他們有參加調查局「洗清」活動。洪敏麟因不知道未參加。當時南投縣教育局金姓督導表示只要有錢就能打通，遭洪敏麟拒絕，最後離開教育界。:82
洪樵榕縣長屆滿後，被安排到臺灣省文獻委員會任主任委員，詢問洪敏麟是否願任職省文獻會。獲洪敏麟同意。轉任公務員，當時編纂是七職等。:82-83民國五十三年（1964年）9月，正式到臺灣省文獻委員會報到。當時在臺北上班。被分配完成《臺灣省通志稿》土地志氣候篇、同冑志。:88-89
民國六十二年（1973年）8月，洪敏麟完成翻譯〈霧社事件誌〉。發表花岡一郎與花崗二郎非抗日人物，引起楊雲萍反駁。:112-124
民國六十七年（1978年），洪敏麟奉命進行臺南市史蹟調查，完成《臺南市史蹟調查報告書》，:125-1281979年6月出版。
在臺灣省文獻會時期，洪敏麟翻譯完成《日據初期官吏失職檔案》，主編《日據初期之鴉片政策》、《臺灣南部武力抗日人士誘降檔案》、《臺灣南部地區抗日份子名冊》、《雲林六甲等抗日事件關係檔案》。:137-150
民國六十五年（1976年），洪敏麟臺中二中時同事、時任教育廳督學徐秉琰在彰化縣秀水鄉發現一個名叫「陝西村」的村落，認為是他家鄉陝西省的移民聚落。對外宣傳「陝西村」與陝西省的關係。民國六十七年（1978年），黃典權又研究鄭成功的部下有一位名叫馬信的人是陝西籍。使此說法大為流行。當民國七十年（1981年）洪敏麟進行田調後，發現當地老舊墓碑來自惠安、晉江、泉州，卻沒有陝西祖籍。而洪敏麟訪問烏面將軍廟蓋廟者及神像雕刻者，則表示係石頭公。「陝西」一名則源自當地位於漳州移民聚落，清乾隆、嘉慶年間械鬥頻繁，因械鬥閃躲而向西，故稱「閃西」，久知只知其因不知其義。在編《彰化縣志》時取諧音成「陝西」。調查完畢後，洪敏麟請教時任主任委員林衡道是否對外說明。林衡道對洪敏麟說：「洪編纂，這是歷史教育，不是歷史研究。」要他不說、不寫。後來在與該地方相關的文章與出版品上，洪敏麟甚至尊重此事，以「有一說...」帶過。:64-65:183-184日後教育廳幾經討論，才悄悄的將鄉土教材中的這篇課文取下，國民黨也密令相關單位勿再談、推廣「陝西村故事」。
民國六十八年（1979年）6月，洪敏麟離開臺灣省文獻會。調任臺灣省合作事業管理處任主任秘書。據洪敏麟回憶，因當時他在高中任教16年、在文獻會任職15年，合計超過30年，故想提早辦理退休。當時因陳柏村接任臺灣省合作事業管理處，沒有自己班底，聽到洪敏麟想離開省文獻會就透過洪樵榕關係找他，獲洪敏麟同意。:152離職仍是編纂職。民國七十五年（1986年）1月，洪敏麟自合管處退休。:160
民國六十九年（1980年），《臺灣舊地名之沿革》第一冊出版。
民國七十一年（1982年），南投縣議員洪輝松提議纂修《草屯鎮志》，找上洪敏麟。:192-193然而因當時政治環境，並未將參加臺灣共產黨的林木順收入人物志中。:199七十五年（1986年），編纂之《草屯鎮志》出版。
民國七十七年（1988年），應行政院文建會邀請，考評金廣福公館、彰化孔廟及鹿港龍山寺、基隆二沙灣砲台等第一級古蹟管理維護及內部展示現況。民國八十一年（1992年），為纂修洪氏族譜，第一次前往中國大陸追尋洪氏祖居地，經輝縣市、敦煌等地。

### 退休後
民國八十九年（2000年），出任台北二二八紀念館館長。民國九十年（2001年）5月，辭職。
洪敏麟在接受陳彥斌訪問時，曾表示在威權時代，對於台灣文史歷史真相如政治不正確，他都隱忍不發，或技巧性支開主題。並坦言：「這是我能活到今天的原因？」
2013年發現罹患肺癌，2014年11月25日因肺癌轉移至肝病逝於臺中。

## 學經歷
- 臺灣省立師範學院史地學系畢業（1946～1949）
- 臺灣省文獻委員會編纂、顧問（1964～2000）
- 台灣省合作事業管理處主任秘書（1980～1986）
- 台灣區域發展研究院鄉土研究所所長（1994～1998）
- 台北二二八紀念館館長（2000～2001）
- 東海大學歷史學系副教授（1987～2014）
- 靜宜大學中國文學系兼任教授（2000～2005）

## 榮譽
- 內政部一等內政獎章（2004）
- 國史館臺灣文獻館第二屆傑出臺灣文獻獎（2005）

## 著作
- 專書
  - 洪敏麟主編，《臺灣堡圖集》，臺中市：臺灣省文獻委員會，1969。
  - 洪敏麟撰，《臺灣省通志》（卷八，同冑志‧歷代治理篇），臺中市：臺灣省文獻委員會，1972。
  - 洪敏麟等著，《臺灣土著歷代治理》（共二冊），臺北市：東方文化書局複刊，1976。
  - 洪敏麟主編，吳家憲 , 許錫專編，《雲林、 六甲等抗日事件關係檔案》，臺中市：臺灣省文獻委員會，1978。
  - 洪敏麟、許錫專主編，《臺灣南部地區抗日份子名冊》（共三冊），臺中市：臺灣省文獻委員會，1978。
  - 洪敏麟主編，陳錦榮編譯，《日本據臺初期重要檔案》，臺中市：臺灣省文獻委員會，1978。
  - 洪敏麟主編，吳定葉、吳柏村譯，《臺灣南部武力抗日人士誘降檔案》（共二冊），臺中市：臺灣省文獻委員會，1978。
  - 洪敏麟主編，程大學、許錫專譯，《日據初期之鴉片政策》（共二冊），臺中市：臺灣省文獻委員會，1978。
  - 洪敏麟撰，《臺中市志》（卷一，土地志），臺中市：臺中市政府，1978。
  - 洪敏麟編著，《臺南市市區史蹟調查報告書》，臺中市：臺灣省文獻委員會，1979。
  - 洪敏麟編譯，《日據初期官吏失職檔案》，臺中市： ; 臺灣省文獻委員會，1980。
  - 洪敏麟編著，《臺灣舊地名之沿革》（共四冊），臺中市：臺灣省文獻委員會，1980-1984。
  - 洪敏麟編著，《臺灣地名沿革》，臺中市：臺灣省政府新聞處，1985。
  - 洪敏麟總編輯，《草屯鎮志》，南投縣草屯鎮：草屯鎮志編纂委員會，1986。
  - 洪敏麟撰，《臺中縣志》（卷一，土地志），臺中縣：臺中縣政府，1989。
  - 洪敏麟總編輯，《大肚鄉志》，臺中縣大肚鄉：臺中縣大肚鄉志編纂委員會，1993。
  - 洪敏麟、屈慧麗著，《犁頭店歷史的回顧》，臺中市：臺中市立文化中心，1994。
  - 洪敏麟，《臺中縣地名沿革專輯（第一輯）》，臺中縣豐原市：臺中縣立文化中心，1994。
  - 洪敏麟編撰，《鹿港古蹟保存區第一期修護工程評估研究報告書》，南投市：臺灣省政府民政廳，1994。
  - 洪敏麟總編輯，《洪氏族譜》，重修洪氏族譜編輯委員會，1994。
  - 洪敏麟，《重修臺灣省通志》（卷三，住民志地名沿革篇），南投市：臺灣省文獻委員會，1995。
  - 洪敏麟編撰，《萬和宮志》（犁頭店開拓篇、媽祖信仰篇），臺中市：萬和文教基金會，2004。
  - 洪敏麟編撰，《沙鹿青山宮志》（史的回顧、靈安尊王信仰的形成與發展、沙鹿青山宮祀神），臺中市：力群科技有限公司：沙鹿青山宮管理委員會，2005。

- 論文
  - 洪敏麟，〈草屯茄荖洪姓移殖史〉，《臺灣風物》，15:1，1965.04，頁3-22。
  - 洪敏麟，〈小琉球的位置及其旁觸問題〉，《臺灣風物》，17:6，1967.12，頁54-64。
  - 洪敏麟，〈笨港之地理變遷〉，《臺灣文獻》，23:2，1972.06，頁1-42。
  - 洪敏麟，〈賽德克人傳統的山坂畑經營〉，《臺灣文獻》，24:1，1973.03，頁1-31。
  - 洪敏麟，〈從東大墩街到臺中市的都市發展過程〉，《臺灣文獻》，26:2，1975.06，頁116-139。
  - 洪敏麟，〈臺中市近郊傳統民宅圖說〉，《臺灣文獻》，26:4，1976.03，頁166-196。
  - 洪敏麟，〈纏腳與臺灣的天然足運動〉，《臺灣文獻》，27:3，1976.09，頁143-157。
  - 洪敏麟，〈光緒二十三年臺東廳吏之蘭嶼探查史料〉，《臺灣文獻》，29:1，1978.03，頁1-15。
  - 洪敏麟，〈臺灣地名沿革〉，《講義彙編》，68:冬，1979.02，頁(4)1-(4)36。
  - 洪敏麟，〈臺灣地名沿革〉，《講義彙編》，68:夏，1979.08，頁(11)1-(11)56。
  - 洪敏麟，〈臺灣地名沿革〉，《講義彙編》，69:夏，1980.08，頁(9)1-(9)70。
  - 洪敏麟，〈臺灣地名沿革〉，《講義彙編》，71:夏，1982.07，頁(9)1-(9)70。
  - 洪敏麟，〈臺灣地名沿革〉，《講義彙編》，73:冬，1984.02，頁(7)0+(7)0_1+(7)1-(7)70。
  - 洪敏麟，〈臺灣地名沿革〉，《講義彙編》，74:冬，1985.02，頁303-372。
  - 洪敏麟，〈雲林縣舊地名的探測〉，《雲林文獻》，29，1985.03，頁234-282。
  - 洪敏麟，〈臺灣地名沿革〉，《講義彙編》，74:夏，1985.07，頁303-372。
  - 洪敏麟，〈臺灣地名沿革〉，《講義彙編》，75:冬，1986.02，頁343-412。
  - 洪敏麟，〈臺灣地名沿革〉，《講義彙編》，75:夏，1986.07，頁321-390。
  - 洪敏麟，〈臺灣地名沿革〉，《講義彙編》，76:夏，1987.07，頁235-304。
  - 洪敏麟，〈臺灣地名沿革〉，《講義彙編》，77:冬，1988.02，頁235-304。
  - 洪敏麟，〈臺灣地名沿革〉，《講義彙編》，77:夏，1988.07，頁235-304。
  - 洪敏麟，〈臺灣地名沿革〉，《講義彙編》，78:冬，1989.02，頁235-304。
  - 洪敏麟，〈臺灣地名沿革〉，《講義彙編》，78:夏，1989.07，頁233-304。
  - 洪敏麟，〈臺灣地名沿革〉，《講義彙編》，79:冬，1990.02，頁233-293。
  - 洪敏麟，〈臺灣地名沿革〉，《講義彙編》，79:夏，1990.07，頁233-293。
  - 洪敏麟，〈臺灣地名沿革〉，《講義彙編》，80:冬，1991.02，頁233-293。
  - 洪敏麟，〈臺灣地名沿革〉，《講義彙編》，80:夏，1991.08，頁233-293。
  - 洪敏麟，〈臺灣地名沿革〉，《講義彙編》，81:冬，1992.02，頁233-293。
  - 洪敏麟，〈「漂流臺灣芝舞蘭宍之記」的史料意義〉，《臺灣文獻》，43:2，1992.06，頁7-26。
  - 洪敏麟，〈臺灣地名沿革〉，《講義彙編》，83:夏(上)，1994.08，頁(1)1-(1)61。
  - 洪敏麟，〈臺灣地名沿革〉，《講義彙編》，84:夏(下)，1995.06，頁(11)1-(11)61。
  - 洪敏麟，〈臺灣地名沿革〉，《講義彙編》，85:冬，1996.02，頁(13)1-(13)61。
  - 洪敏麟，〈探討臺灣農業移民的一個類型--以馬堂張氏族人遷臺為例-上-〉，《臺灣源流》，3，1996.09，頁11-21。
  - 洪敏麟，〈探討臺灣農業移民的一個類型--以馬堂張氏族人遷臺為例-下-〉，《臺灣源流》，4，1996.12，頁61-83。
  - 洪敏麟，〈編輯地方志心得報告--「以草屯鎮志」、「大肚鄉志」為例〉，《臺灣文獻》，49:3，1998.09，頁207-218。
  - 洪敏麟主講，歐陽光玲謄稿，〈彰化縣聚落的形成與舊地名沿革〉，《彰化藝文》，5，1999.10，頁46-48。
  - 洪敏麟，〈開物成務碑由來〉，《臺灣文獻》，別冊2，2002.09，頁3-5。
  - 洪敏麟，〈二二八事件與白色恐怖事件在中部〉 ，《中縣文獻》，10，2004.06，頁51-92。
  - 洪敏麟，〈磺溪書院形成之歷史背景〉，《中國語文學刊》，1，2008.11，頁1-5。

- 一般著作
  - 洪敏麟、洪英聖，〈呷粿〉，《源雜誌》，1，1996.01，頁33。
  - 洪敏麟、洪英聖，〈囝仔〉，《源雜誌》，2，1996.03，頁25。
  - 洪敏麟、洪英聖，〈趣味臺諺--阿母〉，《源雜誌》，3，1996.05，頁48。

- 訪談錄
  - 〈訪洪敏麟教授談鄉土文化保存〉，江秀枝、文圖，《文化視窗》，9，1999.03，頁53-55。
  - 林金田、謝嘉粱訪問、劉澤民紀錄，《文獻人生:洪敏麟先生訪問紀錄》，南投:國史館台灣文獻館，2010年6月。

- 報刊、新聞
  - 〈張鴻銘館長拜訪前顧問洪敏麟〉，《臺灣源流》，66&67期，2014.04.30，頁175。

## 文獻
1. 1 2 3 4 5 6 7 8 9 10 11 12 13 14 15 16 17 18 19 20 21 22 23 24 25 26 27 28  謝嘉梁、林金田訪問. . 臺灣文獻館. 2010年6月. ISBN 978-986-02-3524-1.
2. 1 2  陳彥斌. .   [2022-05-16]. （原始内容存档于2025-04-23）.

## 外部連結
- 「洪敏麟副教授」 東海大學歷史學系（页面存档备份，存于）
- 陝西村vs滲屎村〈台語〉趣談－憶洪敏麟教授 （页面存档备份，存于）